# 2606 Odessa
För andra betydelser, se Odessa (olika betydelser).
2606 Odessa eller 1976 GX2 är en asteroid i huvudbältet som upptäcktes den 1 april 1976 av den rysk-sovjetiske astronomen Nikolaj Tjernych vid Krims astrofysiska observatorium på Krim. Den har fått sitt namn efter den ukrainska hamnstaden Odessa.
Asteroiden har en diameter på ungefär 15 kilometer.